# Help for Heroes
Help for Heroes (H4H) è un'organizzazione di beneficenza nata il 1º ottobre 2007 a favore dei soldati britannici feriti dopo l'11 settembre 2001.